# المذنبون المرحون (فلم 1931)
المذنبون المرحون (بالإنجليزية: Laughing Sinners) فيلم دراما أمريكي صدر عام 1931. من إخراج هاري بومونت وبطولة كلارك غيبل، جوان كراوفورد.

## روابط خارجية
- مقالات تستعمل روابط فنية بلا صلة مع ويكي بيانات